# Иракско-сирийская граница
Иракско-сирийская граница протянулась на 599 километров через Джезире и сирийскую пустыню. Она была установлена в результате Англо-Иракского договора 1922 года согласно соглашению Сайска-Пико, заключённому в 1916 году. В результате образовалась граница между Сирийской Республикой и Королевством Ирак до 1958 года, а с 1961 года это граница между Сирийской Арабской Республикой и Ираком.

## Описание
Граница начинается на западе с пограничного стыка с Иорданией на 33°22′29″ с. ш. 38°47′37″ в. д., причём начальный участок границы является продолжением длинной прямой линии, которая образует восточный участок границы Иордании и Сирии. Затем граница сдвигается в районе реки Евфрат и пограничного перехода Эль-Каим, продвигаясь на север по серии коротких прямых линий, а затем на северо-восток, до реки Тигр. Затем Тигр образует короткий 3-4-мильный участок границы до турецкой точки пересечения с рекой Хабур в точке 37°06′22″ с. ш. 42°21′26″ в. д..

## История
В начале 20 века Османская империя контролировала территорию, которая сейчас является Сирией и Ираком. Во время Первой мировой войны арабское восстание, поддержанное Великобританией, привело к потери османами большей части Ближнего Востока. В результате англо-французского соглашения Сайкса-Пико Великобритания получила контроль над османскими вилайетами Мосул, Багдад и Басра, которые она объединила в мандат в 1920 году, а Франция организовала мандат над Сирией.
В период 1920-23 гг. Франция и Великобритания подписали ряд соглашений, известных под общим названием «Соглашение Пола-Ньюкомба», в соответствии с которыми были обозначены современные границы Иордании-Сирии и Ирака-Сирии в качестве поправки к тому, что было обозначено как «зона А» в соглашении Сайкса–Пико. В 1932 году он был окончательно доработан после рассмотрения комиссией Лиги Наций.
С начала войны в Ираке приграничный регион стал нестабильным. Тяжёлая обстановка на границе усугубилась в 2011 году из-за продолжающейся сирийской гражданской войны. В ходе наступления Исламского государства Ирака и Леванта в Ираке и Сирии в начале 2014 года, большая часть границы оказалась под контролем террористов. Северная часть границы оставалась под курдским контролем, формируя границу между Роджавой и Иракским Курдистаном. К концу 2017 года контроль над границей был восстановлен сирийским правительством и Роджавой с одной стороны, и правительственными силами Ирака и региональным правительством Иракского Курдистана с другой.